# Siegfried Samosch

Siegfried Samosch

Siegfried Samosch (* 1. März 1846 in Breslau; † 18. Januar 1911 in Berlin) war ein deutscher Journalist und Schriftsteller.

## Leben
Siegfried Samosch, am 1. März 1846 in Breslau geboren, besuchte das Friedrichs-Gymnasium seiner Vaterstadt und studierte anschließend Rechts- und Kameralwissenschaft. 1868 trat er als Auskultator beim Berliner Stadtgericht ein. Während seiner Studienzeit hielt er sich in Breslau, Berlin und Paris auf. Nach der 1867 bestandenen ersten juristischen Staatsprüfung unternahm er eine längere Reise nach Italien. Beim Ausbruch des Deutsch-Französischen Krieges war er Referendar und meldete sich freiwillig. Er wurde dem Feld-Auditoriat der zweiten Kavallerie-Division zugewiesen. Nach dem Krieg war er am Kammergericht beschäftigt und plante zunächst, die diplomatische Laufbahn einzuschlagen. Er erhielt dann aber einem Ruf in die Redaktion der National-Zeitung, der er seit dem 1. April des Jahres 1873 als Redakteur für romanisches Ausland und als ständiger Mitarbeiter des Feuilleton angehörte.
Bereits während seines Studiums war er viel gereist. Nun fuhr er beinahe alljährlich nach Italien, Frankreich und Spanien und hielt seine Reiseeindrücke in eingehenden Schilderungen und Kulturbildern fest. Sein Interesse für die romanischen Literaturen kondensierte sich in Studien zu Ariost, Macchiavelli und Aretino, aber auch in Aufsätzen zu zeitgenössischen romanischen Autoren, die er zum Teil auf seinen Reisen persönlich kennengelernt hatte und für deren Werk er in Deutschland eintrat (Frédéric Mistral, Salvatore Farina). Neben seinen Beiträgen für die National-Zeitung schrieb er auch für die Deutsche Rundschau, die Illustrierte Frauenzeitung, Westermanns Monatshefte, die Moderne Kunst, die Gegenwart, den Bazar, sowie die Augsburger Allgemeine Zeitung. Eine Reihe von Jahren war er Berliner Korrespondent des Journal des Débats und ab 1893 übte er diese Tätigkeit für das Journal de Genève aus. Samosch war seit dem 3. Juni 1874 mit der ehemaligen königlich preußischen Hofopernsängerin verheiratet. Beider gemeinsame Tochter Margarete wirkte später als Schriftstellerin und Übersetzerin. Die Familie wohnte zunächst in Charlottenburg (Joachimsthalerstrasse 7/8), später in der Ludwigskirchstr. 9a.

## Veröffentlichungen
- Die Sittendramen des jüngeren Dumas. Berlin: Königsmann, 1873.
- Italienische und französische Satiriker. Berlin: Behr, 1879.
- Pietro Aretino und italienische Charakterköpfe. Berlin: Behr, 1881.
- Machiavelli als Komödiendichter und italienische Profile. Minden: Bruns, 1885.
- Ariosto als Satiriker und Italienische Portraits. Minden: Bruns, 1891. (Digitalisat)
- Sizilianische und andere Streifzüge. Minden: Bruns, 1892.
- Provenzalische Tage und spanische Nächte. Minden: Bruns, 1893.
- Nach Lourdes und Monte Carlo und Vom Spieltische zur Wahlurne. Minden: Bruns, 1894.
- Pariser Feste und Streifzüge in die Normandie, Bretagne und Vendée. Minden: Bruns, 1897.
- Spanische Kriegs- und Friedensbilder: 6 Streifzüge jenseits der Pyrenäen. Minden: Bruns, 1901.
- Auf friedlichen Kriegspfaden und Abseits der Heerstrasse. Minden: Bruns, 1907.